# レイン・オブ・アサシン
『レイン・オブ・アサシン』（原題：劍雨、英題：Reign of Assassins）は、2010年に制作された台湾・香港・中国合作の武侠映画。監督はスー・チャオピンとジョン・ウー、主演はミシェル・ヨー、チョン・ウソン、ワン・シュエチー、バービー・スー、ショーン・ユー、ケリー・リンなど。日本での公開は2011年8月27日。

## ストーリー
明王朝時代の中国。800年前にインドから中国へ渡った達磨大師は武術の達人ともされており、遺体は数年で墓から盗まれたうえ腰から上下2つに引き裂かれて行方不明となる。やがて達磨大師の遺体を手にした者は究極奥義を得て武術界の覇者となれるという伝説が広まっていた。
遺体をめぐる争いに、黒石（くろいし）と呼ばれる謎の暗殺組織も参戦。黒石の首領である転輪王は、遺体の上半身が張宰相の手にあることを知り、遺体を奪うため刺客（細雨、雷彬、彩戯師）を放つ。宰相と息子の張人鳳は殺されたが、肝心の遺体は暗殺者のひとり女刺客の細雨と共に消息を絶つ。
細雨の剣術である辟水剣（へきすいけん）は素早くしなり、斬られた者は剣の雨に降られたような傷を負う。黒石の追手も次々と返り討ちに合うが、剣技の師である転輪王により弱点が残されているため、武術の達人には見破られてしまう。その事を案じた武僧の陸竹は細雨と三ヶ月過ごした後、彼女が殺す最後の犠牲となる事で剣を捨て達磨伝説を封印するよう諭す。
細雨は悲しみと罪悪感を抱えつつ、追手を逃れるために顔を整形、曽静と名乗り都で布を販売する屋台を開いて平穏な生活を送っていた。そして雨が降る度に屋台を片付ける手伝いに来てくれる、貧しくも優しい配達人の阿生と出会い、彼女は幸せになって良いものか悩むが結婚を決意する。ところが、強盗現場に居合わせたことで、転輪王に存在を気付かれてしまい、夫の命との普通の生活を引き換えに持ち去った遺体の返還と残りの収集を手伝う約束をする事となる。
細雨の代わりに転輪王から剣技を伝授された綻青、雷彬、彩戯師、そして曽静と呼ばれる細雨の働きで遺体は揃うが、それぞれの思惑で内紛となり細雨も深手を負う。かろうじて夫のもとに帰り着くのだが、隠されていた夫の目的を知る事になる。

## 出演
後記は日本語吹替声優
- ミシェル・ヨー - 曽静（ザン・ジン） / 声：加納千秋
- チョン・ウソン - 阿生（アシャン） / 声：竹内良太
- ワン・シュエチー - 転輪王（てんりんおう） / 声：高木渉
- バービィー・スー - 綻青（ジャンチン） / 声：田村睦心
- ショーン・ユー - 雷彬（レイ・ビン） / 声：千葉一伸
- ケリー・リン - 細雨（シーユー） / 声：加納千秋
- レオン・ダイ - 彩戯師（さいぎし）
- グオ・シャオドン - 張人鳳（ジャン・レンフォン）
- リー・ゾンファン - 陸竹（ルージュー）
- ジャン・イーイェン - チャン・キントン
- パウ・ヘイチン - ツァイ夫人
- ペース・ウー - ティール・ソード
- アンジェスル・ウー - イーター・ベアー / 声：今瀬未知